# Leckava
Leckava är en ort i Litauen. Den ligger i den nordvästra delen av landet, 260 km nordväst om huvudstaden Vilnius. Leckava ligger 61 meter över havet och antalet invånare är 235.
Terrängen runt Leckava är mycket platt. Runt Leckava är det ganska tätbefolkat, med 60 invånare per kvadratkilometer. Närmaste större samhälle är Mazeikiai, 9,0 km sydost om Leckava. Omgivningarna runt Leckava är en mosaik av jordbruksmark och naturlig växtlighet.